# Zuphium
Zuphium is een geslacht van kevers uit de familie van de loopkevers (Carabidae). De wetenschappelijke naam van het geslacht is voor het eerst geldig gepubliceerd in 1806 door Latreille.

## Soorten
Het geslacht Zuphium omvat de volgende soorten:
- Zuphium aequinoctiale Chaudoir, 1862
- Zuphium americanum Dejean, 1831
- Zuphium araxidis Iablokoff-Khnzorian, 1972
- Zuphium argentinicum Liebke, 1933
- Zuphium ascendens Alluaud, 1917
- Zuphium australe Chaudoir, 1862
- Zuphium batesi Chaudoir, 1862
- Zuphium bedeli Vauloger de Beaupre, 1897
- Zuphium bierigi Liebke, 1933
- Zuphium bimaculatum Schmidt-Goebel, 1846
- Zuphium bohemani Chaudoir, 1862
- Zuphium brasiliense Chaudoir, 1872
- Zuphium bruchi Liebke, 1933
- Zuphium brunneum Boheman, 1848
- Zuphium caffrum Boheman, 1848
- Zuphium castelnaui Gestro, 1875
- Zuphium celebense Chaudoir, 1862
- Zuphium ciliatum Vauloger de Beaupre, 1897
- Zuphium cilicium Peyron, 1858
- Zuphium coarctatum Basilewsky, 1962
- Zuphium columbianum Chaudoir, 1872
- Zuphium congoense Basilewsky, 1962
- Zuphium cubanum Liebke, 1933
- Zuphium dabreui Andrewes, 1922
- Zuphium delectum Liebke, 1933
- Zuphium erebeum Andrewes, 1923
- Zuphium erythrocephalum Chaudoir, 1862
- Zuphium exiguum Putzeys, 1878
- Zuphium exquisitum Liebke, 1933
- Zuphium flavum Baehr, 2001
- Zuphium fleurasi Gory, 1833
- Zuphium flohri Liebke, 1933
- Zuphium formosum Bates, 1892
- Zuphium fuscum Gory, 1831
- Zuphium haitianum Darlington, 1935
- Zuphium hungaricum J.Frivaldszky, 1877
- Zuphium indicum Andrewes, 1922
- Zuphium juengeri Mateu, 1995
- Zuphium juratulum Basilewsky, 1960
- Zuphium lecordieri Basilewsky, 1968
- Zuphium lizeri Liebke, 1933
- Zuphium longicolle LeConte, 1879
- Zuphium macleayanum Baehr, 1986
- Zuphium maculiceps Fairmaire, 1899
- Zuphium magnum Schaeffer, 1910
- Zuphium mexicanum Chaudoir, 1863
- Zuphium microphthalmum Putzeys, 1874
- Zuphium modestum Schmidt-Goebel, 1846
- Zuphium moorei Baehr, 1986
- Zuphium numidicum Lucas, 1846
- Zuphium obscurum Basilewsky, 1953
- Zuphium olens (P.Rossi, 1790)
- Zuphium orszuliki Hurka, 2001
- Zuphium perrieri Fairmaire, 1899
- Zuphium piceum Schmidt-Goebel, 1846
- Zuphium ponticum K. & J.Daniel, 1898
- Zuphium praestans Bates, 1892
- Zuphium pseudamericanum Mateu, 1981
- Zuphium punctipenne Bates, 1891
- Zuphium pusillum Chaudoir, 1862
- Zuphium rudolphi G.Muller, 1941
- Zuphium ruficeps Apetz, 1854
- Zuphium rufotinctum Fairmaire, 1901
- Zuphium salivanum Liebke, 1933
- Zuphium sedlaceki Baehr, 2010
- Zuphium seyrigi Jeannel, 1949
- Zuphium siamense Chaudoir, 1872
- Zuphium syriacum Chaudoir, 1861
- Zuphium tecospilum Basilewsky, 1948
- Zuphium testaceum Klug, 1832
- Zuphium thouzeti Castelnau, 1867
- Zuphium trigemme Andrewes, 1936
- Zuphium trimaculatum Peringuey, 1899
- Zuphium tschitscherini Jedlicka, 1963
- Zuphium ustum Klug, 1834